# یوناس خوستت
یوناس خوستت (انگلیسی: Jonas Sjöstedt؛ زادهٔ ۲۵ دسامبر ۱۹۶۴) در یوتبری سیاست‌مدار اهل سوئد و از سال ۲۰۱۲ رهبر حزب چپ این کشور است. او فعالیت خود را در اتحادیه کارگری شرکت ولوو در اومئو شروع کرده. خوستت که مخالف عضویت سوئد در اتحادیه اروپا بود، در سال ۱۹۹۵ به عنوان نماینده پارلمان اروپا از حزب چپ انتخاب شد و تا سال ۲۰۰۶ در این مقام قرار داشت. وی در سال ۲۰۱۰ از وستربوتن به نمایندگی ریکسداگ انتخاب شد.